# 雅虎日本公司
雅虎日本公司（Yafū Kabushiki-gaisha）是一家日本网络服务供应商。它成立于1996年，是軟銀集團和雅虎的合资企业。2019年，它改为控股公司结构，并归属于软银集团的子公司 Z Holdings。2021年，Line Corporation 也成为 ZHD 的一部分，2023年，雅虎日本与 ZHD 及其包括 Line Corp 在内的五家子公司合并，成立了 LY Corporation。它运营日本雅虎，是日本访问量最大的网站，接近垄断地位。

## 历史
雅虎与软银于1996年1月成立雅虎日本，建立了日本第一个门户网站。Yahoo日本于1996年4月1日上线。雅虎日本于1997年11月在JASDAQ上市。2000年1月，它成为日本历史上第一只每股交易价超过1亿日元的股票。该公司于2003年10月在东京证券交易所上市，並于 2005 年成为日经225股票市场指数的一部分。
2017年，威瑞森电信（Verizon Communications）收购了美国雅虎（Yahoo!）的核心互联网业务，並将其与美国在线（AOL）合并为Oath, Inc.；雅虎日本未受影响。它继续作为软银和雅虎公司其余部分的合资企业，并更名为Altaba。自2000年代后期以来，雅虎的经济和知名度一直在下滑，但雅虎日本却並非如此，它继续主导着日本的互联网行业。出售后，雅虎日本在威瑞森电信的授权下继续使用“Yahoo!”的名称。2018年7月，软银购买了雅虎价值20亿美元的股票。日本将其股权从Altaba增至48.17%。而雅虎日本则从软银购买了几乎相同数量的股票。2018年9月，Altaba以约43亿美元的价格出售了其持有的雅虎日本剩余股份。雅虎日本于2021年从Verizon手中收购了“Yahoo!”品牌在日本的商标权。
2021 年 3 月，雅虎日本公司更名为 Z Holdings，并与 LINE 公司合并。在新结构下，Naver Corporation（Line的前母公司）和SoftBank Corp.（软银集团的无线运营商部门）各持有一家名为A Holdings Corp.的新公司50%的股份，A Holdings Corp.持有Z Holdings的多数股权，Z Holdings将运营Line和Yahoo! 日本。在整合两项业务并创建更多平台后，合并后的公司旨在与美国科技巨头谷歌、亚马逊、Facebook和苹果以及中国科技巨头百度、阿里巴巴和腾讯以及日本电子商务巨头乐天竞争。此次合并还为 Z Holdings 带来了 Line 很受欢迎的另外三个亚洲市场：台湾、泰国和印度尼西亚。

### 行业关系
雅虎日本是2010年2月成立的日本电子商务协会（JANE）的创始会员，该协会由乐天首席执行官三木谷浩史领导；随后，乐天于2011年6月退出日本经济团体联合会（经团联），并采取行动让JANE成为经团联的竞争对手。雅虎日本于2012年3月退出JANE，并于2012年7月加入日本经济团体联合会。